# Grouvellinus leonardodicaprioi
Grouvellinus leonardodicaprioi es una especie de escarabajo de la familia Elmidae. La especie fue descubierta por científicos ciudadanos que trabajaban con un grupo de científicos mencionaron que G. leonardodicaprioi pertenece a la familia Elmidae y es endémica de Malasia.

## Etimología
La especie recibió su nombre del actor y ambientalista Leonardo DiCaprio para reconocer su trabajo en "reconocer su inspirador trabajo en la promoción de la conciencia ambiental y en la atracción de la atención pública sobre los problemas del cambio climático y la pérdida de biodiversidad".